# The Hill (periódico)
The Hill es un periódico y sitio web de periodismo político estadounidense publicado en Washington D. C. desde 1994. Centrado en la política, negocios y relaciones internacionales, la cobertura de The Hill incluye el Congreso de los Estados Unidos, la Presidencia y las campañas electorales.
El periódico fue fundado en 1994 y publicado por el empresario neoyorquino Jerry Finkelstein. El periódico es actualmente propiedad de su hijo Jimmy Finkelstein, que ejerce de presidente. Bob Cusack actualmente es el editor en jefe, Johanna Derlega como la editora, e Ian Swanson como director de redacción.

## Historia
The Hill fue fundado en 1994 bajo la compañía News Communications, Inc.. El éxito de Roll Call fue citado como un factor que inspiró a The Hill. Jerry Finkelstein, el exeditor del New York Law Journal y The National Law Journal, fue el principal accionista de la compañía. El representante demócrata de Nueva York Gary Ackerman era un accionista importante de News Communications, pero la compañía había asegurado la independencia editorial del periódico.
El primer editor de The Hill era Martin Tolchin, un corresponsal anterior en la oficina de Washington de The New York Times. En 2003, Hugo Gurdon, quien anteriormente era corresponsal extranjero (Nueva York, Hong Kong, Tokio, Washington, editor industrial en The Daily Telegraph (Londres) y jefe de edición fundador de National Post) se convirtió en jefe de redacción de The Hill. Gurdon convirtió a The Hill de un periódico semanal en un diario durante las sesiones del Congreso. En 2014, Gurdon se fue al The Washington Examiner y fue reemplazado por su editor jefe, Bob Cusack.
El periódico tiene la mayor circulación de cualquier publicación de Capitol Hill, con más de 24 000 lectores de la edición impresa. También opera un sitio web de noticias que cuenta con seis blogs dedicados a cuestiones políticas específicas: Ballot Box, Blog Briefing Room, Congress Blog, Floor Action, In the Know, and Twitter Room.